# Akcja fantomowa
Akcje fantomowe (ang. phantom stock) – rozpowszechniona na rynku amerykańskim metoda wynagradzania menedżerów, która jest zbliżona swoim charakterem do opcji. Najczęściej polega ona na przyznaniu na czas określony beneficjentowi określonej ilości akcji fantomowych (wirtualnych), z których wykonuje on przyznane mu uprawnienia, zazwyczaj polegające jedynie na możliwości pobierania od spółki wypłat, zwanych płatnościami fantomowymi, uzależnionych np. od kursu akcji notowanych na giełdzie.
Alternatywą do realizacji płatności fantomowych może być także wydanie przez spółkę beneficjentowi akcji notowanych na giełdzie.